# Yiánnis Tomarás
Yiánnis Tomarás (en grec moderne : Γιάννης Τομαράς), est un footballeur grec né le 16 mars 1947 à Athènes. Il évoluait au poste d'arrière droit.

## Biographie

### En club
Yiánnis Tomarás est joueur du Panathinaïkos entre 1968 à 1974,,,.
Avec le Panathinaïkos, il est Champion de Grèce par trois fois, il remporte également une Coupe de Grèce,.
Yiánnis Tomarás dispute la finale de la Coupe des clubs champions en 1971. Le Panathinaïkos perd la finale contre l'Ajax Amsterdam sur le score de 0-2,.
En 1971, le Panathinaïkos dispute la Coupe intercontinentale 1971 contre le Club Nacional de Football, il se blesse lors du match aller en Grèce et ne dispute pas la rencontre retour.
Il évolue sous les couleurs de l'Ífaistos Peristériou de 1978 à 1980,.
Au total, en compétitions européennes, il dispute 11 matchs de Coupe des clubs champions pour aucun but marqué

### En équipe nationale
International grec, il reçoit 3 sélections toutes en amical pour aucun but marqué en équipe de Grèce entre 1970 et 1971,.
Il joue son premier match en équipe nationale le 22 novembre 1970 contre l'Allemagne de l'Ouest (défaite 1-3 au Pirée).
Il dispute son deuxième match le 9 décembre 1971 contre Chypre (match nul 1-1 au Pirée).
Son dernier match a lieu le 30 septembre 1971 contre le Mexique (défaite 0-1 à Thessalonique).

## Palmarès
Panathinaïkos
| - Championnat de Grèce (3) : - Champion : 1968-69, 1969-70 et 1971-72. - Vice-champion : 1973-74. - Coupe de Grèce (1) : - Vainqueur : 1968-69. - Finaliste : 1971-72. |  | - Coupe des clubs champions : - Finaliste : 1970-71. |